# Geodia carteri
Espèce
Synonymes
Geodia canaliculata Carter, 1883
Geodia carteri est une espèce d'éponges de la famille des Geodiidae, présente dans toutes les mers qui entourent l'Australie.

## Taxonomie
L'espèce est décrite en 1883 par le zoologue britannique Henry John Carter sous le nom de Geodia canaliculata, puis renommée en 1888 par William Johnson Sollas sous le nom de Geodia carteri, en raison de la confusion avec une autre espèce également nommée Geodia canaliculata et décrite par Eduard Oscar Schmidt en 1868.

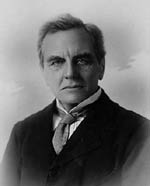
William Johnson Sollas

La localité type se situe au large d'Adelaïde (Australie-Méridionale), dans la Grande Baie australienne,.

## Distribution
Geodia carteri est présente dans toutes les mers qui entourent l'Australie.

## Description

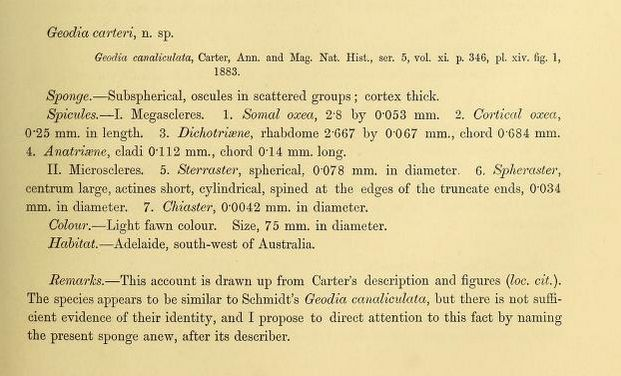
Description de Geodia carteri par Sollas en 1888.